# Ephippiochthonius hispanus
Espèce
Synonymes
- Chthonius hispanus Beier, 1930

Ephippiochthonius hispanus est une espèce de pseudoscorpions de la famille des Chthoniidae.

## Distribution
Cette espèce est endémique des Asturies en Espagne,. Elle se rencontre dans la grotte Cueva de la Loja à Peñamellera Baja.

## Description
La femelle holotype mesure 1,8 mm.
La femelle décrite par Zaragoza en 2017 mesure 1,80 mm.

## Publication originale
- Beier, 1930 : Neue Höhlen-Pseudoscorpione der Gattung Chthonius. Eos, Madrid, vol. 6, p. 323-327 (texte intégral).